# Press Club Brussels Europe
Il Press Club Brussels Europe è un'iniziativa congiunta delle Associazioni dei giornalisti internazionali con sede a Bruxelles e della Regione di Bruxelles-Capitale. Fu inaugurato nel dicembre 2010 dall'ex presidente della Commissione europea José Manuel Barroso,, allo scopo di fornire un forum permanente di discussione e per la gestione di conferenze con e fra i protagonisti del mondo dei media.
È la principale piattaforma di comunicazione di Bruxelles che raggruppa giornalisti e corrispondenti internazionali, ambasciate, rappresentanze permanenti presso l'UE, ONG, gruppi di pressione e gruppi di riflessione.
Il Press Club Brussels Europe è un membro attivo dell'Associazione internazionale dei club di stampa (The International Association of Press Clubs) , della quale ha assunto della presidenza ad ottobre del 2019, com'era previsto già dall'anno precedente.
Fino al 2018, il presidente del Press Club era Maroun Labaki, ex capo della sezione internazionale della rivista Le Soir.